# Gmina Kępice
Die Gmina Kępice [kɛmˈpʲit͡sɛ] ist eine Stadt-und-Land-Gemeinde im Powiat Słupski der Woiwodschaft Pommern in Polen. Das Gebiet hat eine Fläche von 293 Quadratkilometern, auf der etwa 9300 Einwohner leben. Ihr Sitz ist die gleichnamige Kleinstadt (deutsch Hammermühle) mit 3689 Einwohnern (2016).

## Geographie
Die Gemeinde liegt in Hinterpommern, 40 Kilometer östlich von Koszalin (Köslin), etwa 19 Kilometer südöstlich von Sławno (Schlawe). Die Gemeinde liegt beiderseits der Wieprza (Wipper). Zwei Kilometer östlich der Stadt Kępice liegt der Jezioro Obłęskie (Woblanser See).

## Gemeindepartnerschaften
- Bomlitz in Niedersachsen.

## Gliederung
Die Stadt-und-Land-Gemeinde (gmina miejsko-wiejska) Kępice umfasst 15 Schulzenämter mit insgesamt 36 Ortschaften und Wohnplätzen:
| Polnischer Name | Kaschubischer Name | Deutscher Name      |
| --------------- | ------------------ | ------------------- |
| Barcino         |                    | Bartin              |
| Barwino         |                    | Barvin              |
| Biesowice       |                    | Beßwitz             |
| Biesowiczki     |                    | Beßwitzer Glashütte |
| Bronowo         |                    | Brünnow             |
| Brzezinka       |                    | Birkenthal          |
| Chorówko        |                    | Neu Chorow          |
| Chorowo         |                    | Chorow              |
| Ciecholub       |                    | Techlipp            |
| Darnowo         |                    | Börnen              |
| Gościeradz      |                    | Augusthof           |
| Jabłoniec       |                    | Rosenhof            |
| Jabłonna        |                    | Vorwerk Augustthal  |
| Kaczyno         |                    |                     |
| Kawka           |                    |                     |
| Kępice          | Hômer              | Hammermühle         |
| Korzybie        | Korzëbié           | Zollbrück           |
| Kotłowo         |                    | Vorwerk Kotlow      |
| Łużki           |                    | Luschken            |
| Mielęcino       |                    | Fuchsberge          |
| Mzdowiec        |                    | Misdow              |
| Mzdówko         |                    | Misdow B            |
| Mzdowo          |                    | Misdow A            |
| Obłęże          | Òblëżé             | Woblanse            |
| Osieki          |                    | Wusseken            |
| Osowo           | Òsowò              | Wussow              |
| Płocko          |                    | Plötzig             |
| Podgóry         |                    | Puddiger            |
| Polichno        |                    |                     |
| Przyjezierze    |                    | Seehof              |
| Przytocko       |                    | Pritzig             |
| Pustowo         | Pùstòwò            | Püstow              |
| Radzikowo       |                    | Marienthal          |
| Warcino         | Warcënò            | Varzin              |
| Węgorzyno       |                    | Vangerin            |
| Żelice Dolne    |                    | Nieder Seelitz      |
| Żelice Górne    |                    | Ober Seelitz        |